# 波兰15号杨
波兰15号杨（学名：Populus canadensis 'Polska-15A）为杨柳科加杨下的一个品种/栽培型。